# Veľký Cetín
Veľký Cetín – wieś i gmina (obec) w powiecie Nitra, w kraju nitrzańskim na Słowacji. Znajduje się na Nizinie Naddunajskiej w kierunku na południowy zachód od miasta Nitra, przy ujściu strumienia Kadaň do rzeki Nitra.